# Île Egg (Alaska)
L'Île Egg est une île de l'arc des Aléoutiennes, un archipel de l'ouest de l'Alaska. Elle fait partie des îles Fox, un groupe d'îles des Aléoutiennes. Sa longueur est de 19,3 km pour une largeur de 12 km.
Son nom est une traduction du nom russe Ostrov Yaichnoy que lui a donné le lieutenant Gavriil Sarytchev en 1826.